# Classe Vouga
A classe Vouga, também conhecida como Classe Douro, foi a classe de contratorpedeiros que equipou a Marinha Portuguesa no âmbito do Plano Naval de 1930. Os navio basearam-se num projecto inglês da Yarrow, com as necessárias adaptações para as necessidades portuguesas. Foram construídos dois navios nos estaleiros da Yarrow e cinco no Arsenal da Marinha de Lisboa. Os dois navios mais antigos foram vendidos à Marinha da Colômbia em 1934.
No final da 2ª Guerra Mundial os navios sofreram grandes trabalhos de modernização, que consistiram sobretudo na melhoria da capacidade antissubmarina e antiaérea e lhes permitiram manter-se ao serviço até meados da década de 1960.

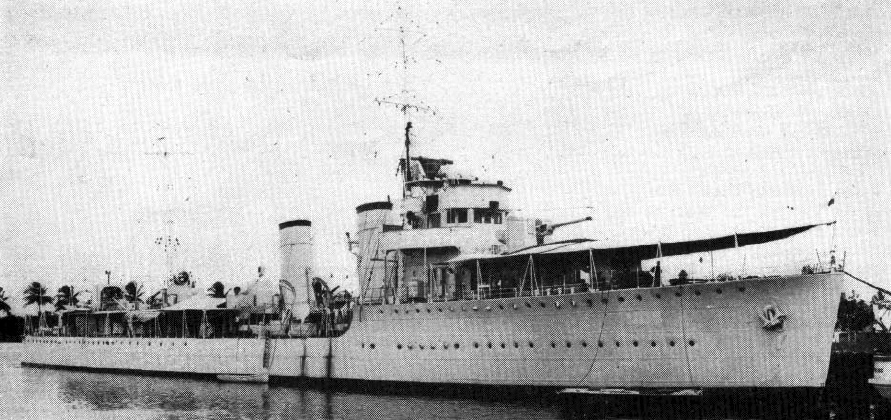
NRP Tejo (1º), após a sua venda à Marinha da Colômbia, depois da qual adotou o nome de ARC Caldas

## Unidades
Fonte: areamilitar.net
| Número na amurada     | Nome           | Estaleiro           | Serviço     | Observações                                                                  |
| --------------------- | -------------- | ------------------- | ----------- | ---------------------------------------------------------------------------- |
| DR                    | NRP Douro (1º) | Arsenal da Marinha  | 1932 - 1934 | ARC Antioquia da Marinha da Colômbia, a partir de 1934                       |
| T                     | NRP Tejo (1º)  | Arsenal da Marinha  | 1932 - 1934 | ARC Caldas da Marinha da Colômbia, a partir de 1934                          |
| L (1933) D333 (1946)  | NRP Lima       | Yarrow Shipbuilders | 1933 - 1965 |                                                                              |
| V (1933) D334 (1946)  | NRP Vouga      | Yarrow Shipbuilders | 1933 - 1965 | [ 1 ]                                                                        |
| D (1934) D331 (1946)  | NRP Dão        | Arsenal da Marinha  | 1934 - 1960 | Navio envolvido na Revolta dos Marinheiros de 1936 contra o regime fascista. |
| T (1935) D335 (1946)  | NRP Tejo (2º)  | Arsenal da Marinha  | 1935 - 1965 | Recebeu o mesmo nome de um dos navios vendido à Colômbia                     |
| DR (1935) D332 (1946) | NRP Douro (2º) | Arsenal da Marinha  | 1935 - 1959 | Recebeu o mesmo nome de um dos navios vendido à Colômbia                     |

## Armamento
Navios da Marinha Portuguesa:

### Configuração original (1935)
- 4 peças para fogo de superfície W.G. Armstrong fabricados no Reino Unido  de 120 mm, alcance de 3,5 mn.
- 3 peças AA/superfície fabricados pela Vickers de 40 mm pom-pom, alcance de 2,2 mn.
- 2 tubos lança-torpedos quádruplos de 520 mm, para torpedos tipo Mark IV fabricados no Reino Unido, alcance de 5,5 mn a 36 nós / 7,0 mn a 30 nós (não direcional, para ataque de superfície).
- 2 lançadores Mk9 para 24 cargas de profundidade, lançamento vertical.[2]

### Primeira Modernização (1946)
Realizada no estaleiro Yarrow em ScotstounGlasgow, na Escócia.
- 3 peças para fogo de superfície W.G. Armstrong fabricados no Reino Unido de 120 mm, alcance de 3,5 mn.
- 4 peças AA/superfície modelo Mk4 de 20 mm , alcance de 1,1 mn.
- 1 tubos lança-torpedos quádruplos de 520 mm, para torpedos tipo Mark IV fabricados no Reino Unido, alcance de 5,5 mn a 36 nós / 7,0 mn a 30 nós (não direcional, para ataque de superfície).
- 4 lançadores K-gun Mk6 para cargas de profundidade, lançamento vertical.[2]

### Segunda Modernização (1957)
Realizada no estaleiro Navalis - Sociedade de Construção e Reparação Naval, SARL empresa do Grupo CUF, em Lisboa.
- 2 peças para fogo de superfície W.G. Armstrong fabricados no Reino Unido  de 120 mm, alcance de 3,5 mn.
- 2 peças (duplas) AA/superfície modelo Mk2 de 40 mm, alcance de 3,0 mn.
- 3 peças AA/superfície modelo Mk1 de 40 mm, alcance de 3,0 mn.
- 4 peças AA/superfície modelo Mk4 de 20 mm, alcance de 1,0 mn.
- 1 lançador Squid MkIV (morteiro antissubmarino), lançamento vertical alcance 1 mn.[2]